# 타이터스 앤드러니커스

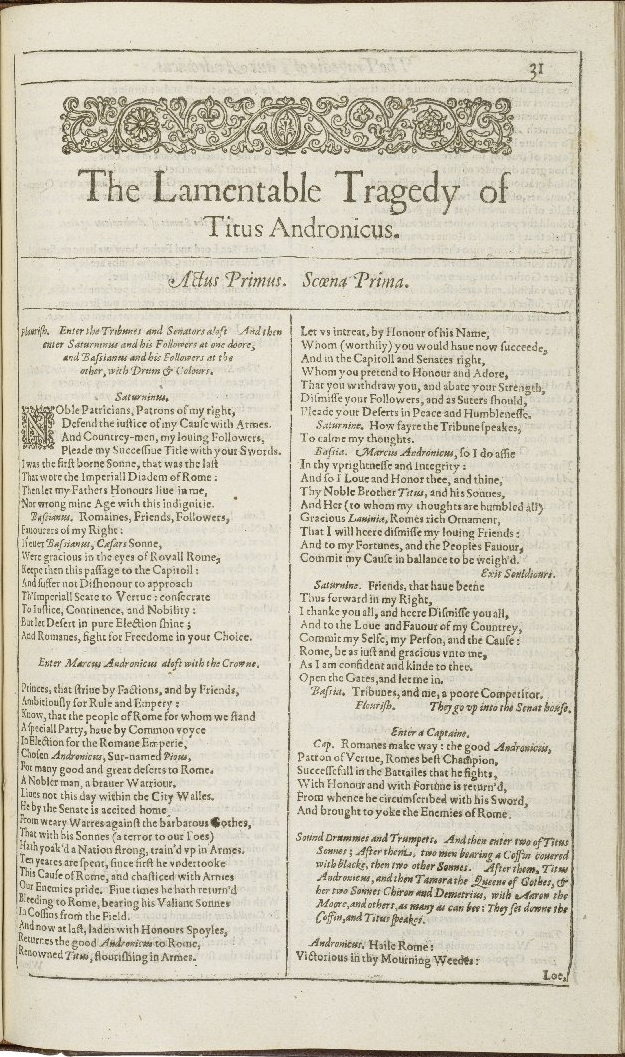
첫 페이지

《타이터스 앤드러니커스》(Titus Andronicus)는 윌리엄 셰익스피어의 작품 중 가장 잔인한 작품이다. 살인만 열네 번에 강간과 수족(手足) 절단, 생매장, 식인(食人) 등 온갖 끔찍한 잔혹 행위들이 등장하는 탓에 영국의 한 평론가는 ‘폭력의 카탈로그’라 칭했고, 박찬욱 감독은 자신이 아는 가장 잔인한 복수극이라 했다. 셰익스피어 극작 경력의 가장 초기작 가운데 하나인 이 극은 그 미성숙함에도 불구하고, 앞으로 다가올 위대한 비극 작품들의 단단한 씨앗과 어렴풋한 윤곽들을 찾아 볼 수 있다.
현대 비평가들은 ＜타이터스＞의 다소 거친 플롯이나 세련되지 못한 성격 묘사, 일부 느슨한 시적 상상력 등을 이유로 이 극이 다른 극작가와의 공동작이라는 견해를 표명하거나 아예 이 작품을 셰익스피어의 정전(正典)에서 제외하기도 했다. 특히 복수극으로서의 이 극이 보여주는 무차별한 학살과 피비린내 나는 장면들이 공포와 유머 사이에 난삽한 불균형을 초래하고 있다는 견해는 최근까지도 지배적인 비평적 반응이었다. 물론 성숙한 셰익스피어의 기념비적인 작품들에 ＜타이터스 앤드러니커스＞를 비견하기란 무리임에 틀림없다. 그렇다고 해서 ＜타이터스＞를 이미 확립된 복수극 장르의 기계적 모방으로만 볼 수는 없다. 미성숙에도 불구하고 셰익스피어 극작 경력의 가장 초기작 가운데 하나인 이 극에는 이미 앞으로 다가올 위대한 비극들의 단단한 씨앗과 어렴풋한 윤곽들이 담겨 있으며, 이 극의 가치를 긍정하는 한 비평가의 말대로 “셰익스피어의 심오한 비극들은 ＜로미오와 줄리엣＞이 아니라 ＜타이터스 앤드러니커스＞로부터 자라난 것”이기 때문이다.

## 참고 자료
윌리엄 셰익스피어; 강태경 옮김 (2009). 《타이터스 앤드로니커스》. 지만지. ISBN 9788962282702.